# Hogg Rock
Hogg Rock es un volcán tipo tuya en la Cordillera de las Cascadas en el norte del estado de Oregón en los Estados Unidos, ubicado al oeste del Paso de Santiam y al lado de la Carretera de Santiam (Ruta 20/Ruta de Oregon 126). La carretera hace una curva de casi 180 grados bajo los acantilados en los lados sur y oeste del volcán.
Hogg Rock se encuentra a solo 2 km de Hayrick Butte, una tuya un poco más grande de la misma edad y composición. Una tuya es un tipo de volcán subglacial, que se forma cuando la lava erupciona debajo de un glaciar o una capa de hielo, que luego se derrite a medida que la lava llega a la superficie, formando una meseta en la cima con paredes casi verticales a lo largo del límite del contacto del hielo a medida que la lava se enfría y solidifica. A diferencia de la mayoría de las tuyas que tienen precipicios bien empinados, Hogg Rock tiene un quiebre en sus acantilados en el lado este, con una inclinación moderada que lleva a un pequeño camino y un cascajal.

## Historia

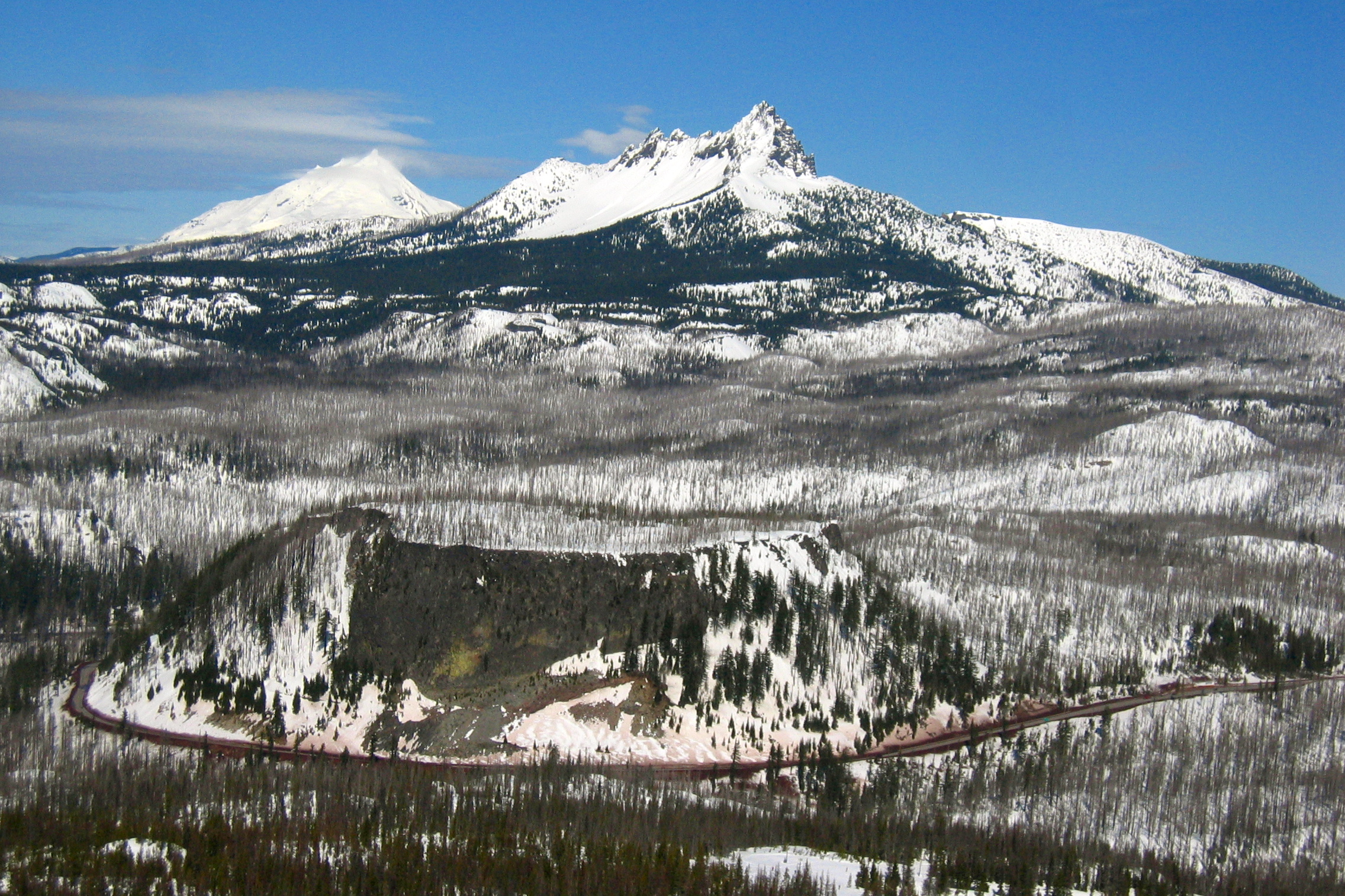
Hogg Rock, Three Fingered Jack, y la Ruta U.S. 20 cerca del Paso de Santiam.

Hogg Rock recibió su nombre en honor al Coronel T. Egenton Hogg, el promotor del ferrocarril (el Oregon Pacific Railroad (1880-1894)) que supuestamente debía pasar por las Cascadas en esa ubicación.
Su ferrocarril tenía su centro de operaciones en Corvallis y se hizo conocido como el Oregon Pacific Railroad (no debe ser confundido con el ferrocarril actual bajo ese nombre). Su plan comprendía la construcción de una ruta de tren desde Yaquina Bay en la costa de Oregón hasta Idaho, a través de Corvallis y el paso de Santiam.
 Para el final de 1884, completó el ferrocarril hasta Corvallis desde la costa y llegó hasta Albany para 1886. Luego empezó los trabajos en el río North Santiam y completó las rieles hasta Idanha  antes de quedarse sin dinero en 1890. En un último y desesperado intento de obtener el paso para su ferrocarril, colocó rieles sobre el Paso de Santiam cerca de Hogg Rock y jaló un carro de un lado al otro para poder obtener la licencia para el servicio de ferrocarril allí en 1890. Hogg entró en bancarrota y E. H. Harriman del Southern Pacific Railroad tomó control de la línea en 1907. Las rieles al este de Mill City fueron abandonadas cuando las Represas Detroit y Big Cliff fueron construidas en 1950, y los sueños de un ferrocarril que atravesase Oregón y terminara en Corvallis se esfumaron.